# Pliorhinus
Pliorhinus es un género extinto de rinocerontes que vivieron en Eurasia entre hace 5,33 millones de años hasta hace aproximadamente 750.000 años antes del presente, entre el Plioceno y Pleistoceno.
La especie tipo de Pliorhinus, P. megarhinus, se asignó durante mucho tiempo al género Dihoplus, pero un estudio publicado en 2021 encontró que "D". megarhinus esta más estrechamente relacionado con Stephanorhinus que con Dihoplus, lo que requiere la erección de un nuevo género para él.